# Alfacoronavirus 1
L'alfacoronavirus 1 és una espècie de coronavirus que infecta gats, gossos i porcs. Inclou les soques del coronavirus felí, el coronavirus caní, i el virus de la gastroenteritis transmissible. És un virus d'ARN de cadena positiva amb embolcall víric que és capaç d'entrar a les cèl·lules hostes unint-se al receptor APN.
Els virus d'aquesta espècie es van descriure per primer cop el 1965 després de causar una epidèmia de gastroenteritis transmissible en porcs i, per això, el van anomenar inicialment virus de la gastroenteritis porcina transmissible el 1976. Després de descobrir el coronavirus caní en gossos i el coronavirus felí en gats, les tres espècie de virus es van fusionar en una sola espècie el 2009. La soca de coronavirus caní HuPn-2018 s'ha pogut identificar en un petit nombre de casos humans.

## Descobriment
A mitjans de la dècada dels quaranta, va sorgir un brot d'una malaltia en porcs als EUA, anomenada gastroenteritis transmissible, que es caracteritzava principalment per diarrea i vòmits. Es va sospitar que era una infecció vírica i va tenir una mortalitat molt alta entre els porcs joves. Leo P. Doyle i L. M. Hutchings van informar del cas a la revista científica Journal of the american veterinary medical association el 1946. Posteriorment, A. W. McClurkin va identificar i aïllar el virus el 1965. El Comitè Internacional per a la Nomenclatura de Virus (Rebatejat el 1975 com a Comitè Internacional de Taxonomia dels Virus, ICTV, de l'anglès International Committee on Taxonomy of Viruses) va acceptar el nom científic virus de la gastroenteritis transmissible dels porcs en el seu primer informe del 1971, però el va rebatejar com a virus de la gastroenteritis porcina transmissible (PTGV, de l'anglès porcine transmissible gastroenteritis virus) en el seu segon informe el 1976.
El 1966, es va donar, en gats, un altre cas d'infecció per coronavirus. El virus causava inflamació de l'abdomen (peritonitis) i tenia una mortalitat molt alta. El virus va ser identificat el 1968 i l'ICTV el va anomenar virus de la peritonitis infecciosa felina el 1991. El 1999, es va rebatejar com a coronavirus felí. El 1974, va haver un brot d'una malaltia infecciosa en gossos militars dels EUA. El virus es va classificar com a coronavirus i l'ICTV el va batejar formalment com a coronavirus caní el 1991. Després que a finals dels anys vuitanta s'establís la relació molecular i genètica d'aquests tres virus, l'ICTV els va fusionar en una sola espècie anomenada alfacoronavirus 1 el 2009.